# Даббат аль-Ард
Даббат аль-Ард (араб. دابة الأرض ‎ земна [істота], що пересувається") — в ісламській есхатології в'ючна і верхова тварина, яка вийде з-під землі. Вихід з-під землі тварини є одним із знамень Судного дня (кіямат). Згадується в Корані.
Про Даббат аль-арда йдеться в 82 аяті сури ан-Намль (Мураха): «Ми виведемо їм тварину з землі, яка заговорить з ними …». Воно вийде тоді, коли невіра (куфр), спотворення та забуття ісламу буде нормальним явищем. Можливо, ця істота вийде в Мецці і говоритиме з людьми .
В ісламському переказі повідомляється про те, що разом з Даббат аль-ардом з'являться палиця Муси і кільце Сулеймана. Палицею пророка Муси воно буде ставити печатку на обличчя небагатьох праведників (саліх). Печатка спочатку буде у вигляді білої мітки, яка потім розповзеться по всьому обличчю. Таким чином, обличчя праведників будуть білими. Кільцем Сулеймана ця істота ударятиме по обличчях невірних (кафір), і на їхніх обличчях з'явиться чорна мітка, яка розповзеться по їхніх обличчях, і вони стануть чорними. Потім Даббат аль-Ард буде сповіщати людям про те, хто з них буде в раю (Джаннат), а хто — в пеклі (Джахан). У деяких переказах говориться, що Даббат аль-Ард вийде тричі .
Ібн Джурайдж повідомив, що Ібн аз-Зубайр так описав тварину: "Його голова схожа на голову бика, його очі схожі на очі свині, його вуха схожі на вуха слона, його роги схожі на роги оленя, його шия схожа на шию страуса, його груди схожі на груди лева, його забарвлення схоже на колір тигра, його стегна схожі на стегна кота, його хвіст схожий на хвіст барана, і його ноги схожі на ноги верблюда. Відстань між двома суглобами — дванадцять ліктів. Воно вийде з палицею Муси і кільцем Сулеймана. Кожному віруючому воно ставитиме білу крапку палицею Муси … ".